# Zephyranthes morrisclintii
Zephyranthes morrisclintii là một loài thực vật có hoa trong họ Amaryllidaceae. Loài này được Traub & T.M.Howard miêu tả khoa học đầu tiên năm 1970.